# ワオキツネザル
ワオキツネザル（輪尾狐猿、英Ring-tailed lemur、Lemur catta）は、霊長目キツネザル科に分類される霊長類。本種のみでワオキツネザル属を構成する。

## 分布
マダガスカル南部（ムルンダヴァからフォール・ドーファンにかけて、アンドリンギトラ山地）固有種

## 形態
体長38.5 - 45.5センチメートル。尾長56 - 62.4センチメートル。体重2.3 - 3.5キログラム。背面は灰色で、腹や四肢は明色で先端は白い。頭頂部や眼の周囲、吻は黒っぽい。虹彩は黄色。尾に白と黒の輪状の斑紋が入り、和名の由来になっている。輪状斑は白色12 - 13本・黒色13 - 14本で、尾の先端は黒い。
ほっそりとした体型。他のキツネザル科の種と同じように後肢は前肢より長く、足裏の皮膚は軟らかく、なめし皮のようである。前肢の指は細長く、平たく鋭い爪がある。彼らはそれらを器用に使いこなす。後肢の第2趾に鉤爪があるが、これはグルーミングのために特化したものである。
メスが擬陰茎（巨大化した陰核）を有することが特徴である。

## 分類
属名Lemurは、ラテン語で「幽霊・亡霊」の意があるlemuresに由来する。種小名cattaはラテン語で「ネコ（メスネコ）」の意。
以前はLemur属にチャイロキツネザルなど複数の構成種も含まれていた（旧キツネザル属）。一方で本種は形態や染色体がジェントルキツネザル属に類似し、体色に性的二型のある旧キツネザル属の他種とは近縁ではないとする説もあった。1988年に本種以外の種をチャイロキツネザル属Eulemurへ分割する説が提唱された。

## 生態
落葉樹林・河辺林・トウダイグサ属やカナボウノキ属（Didierea）からなる乾燥林・低木林などに生息する。アンドリンギトラ山地では標高2,600メートルで見られることもある。樹上で採食を行うが、地表で活動することもある。3 - 25匹の群れを形成して生活するが、13 - 15匹の複数の雌雄が含まれる群れを形成することが多い。6 - 30ヘクタールの行動域内で活動し、行動圏は山地と比較すると川辺林の方が狭く密度が高い傾向がある。他の群れと縄張りが重複してしまうこともある。群れの階級は雌雄別の順位が決められる。メスははっきりとした階級があるが、オスの階級は不明瞭でよくランクが変わる。メスはオスより優位で、採食時にオスを追い払うこともある。オスは群れの活動から離れる傾向があり、3年半ほどの周期で別の群れに移動する。メスとその子どもに優位なオスが加わってサブグループを形成する。昼行性で、夜は樹上で数頭でかたまって眠る。地上を歩くときは尾を高く上げ、樹上で食事するときなどは下に垂れ下げる。また、尾は仲間同士の視覚的コミュニケーションに用いられている。オスは手首の皮脂腺を木の枝などに直接擦りつけたり、尾に擦りつけた後にふりまいて臭いづけ（マーキング）を行う。これは果実が生る木の所有権を主張や、威嚇の意味があると考えられている。
早朝に腹部を太陽へ向け日光浴を行う。愛知県犬山市の日本モンキーセンター（世界サル類動物園）のワオキツネザルたちは、冬期にストーブに向かって同じ行動をする。
果実、花、葉、草本、昆虫、カメレオンなどを食べる。彼らは1日5.6kmもの距離を歩きまわって食料を探す。
繁殖様式は胎生。4 - 5月に交尾を行う。メスの発情期間は4 - 10時間。妊娠期間は134 - 138日。主に8 - 9月に1回に1 - 3匹（主に1匹）の幼獣を産む。生後2か月で固形物を食べるようになり、生後5か月で完全に離乳する。生後1年以内の新生児の死亡率は30 - 50%。オスは生後2年半で性成熟する。メスは生後3年で初産を迎える個体が多いが、生後2年で出産した例もある。
ワオキツネザルは短い爪を使って縄張り争いのけんかをするが、闘うのはつねにメス同士である。その様子は「ジャンプファイティング」と呼ばれていて、子供を背負ったままジャンプして蹴り合うなど、生傷が絶えない激しい闘いである。メスはまた当然のように、オスが食べているものを奪ったりする。

## 人間との関係
マダガスカルの国獣に指定されている。生息地ではmakiと呼称される。
牧場用の野焼き・過放牧・木炭用の森林伐採などによる生息地の破壊、食用やペット用の採集、旱魃などにより、生息数は減少している。
動物園でのワオキツネザルの飼育には専門的な知識や設備が必要であり、決して容易とは言えないが、雑食性のため餌の確保が難しくないことや、群れで生活し社会性があること、人間に懐きやすい個体も多いこと等から、多くの国や地域の動物園で飼育されている。
ワオキツネザルはCITES（ワシントン条約）附属書Iに分類されており、国際取引や飼育には厳しい規制がある。
日本では動物愛護法などに基づき、適切な飼養許可・届け出が必要。

## 画像

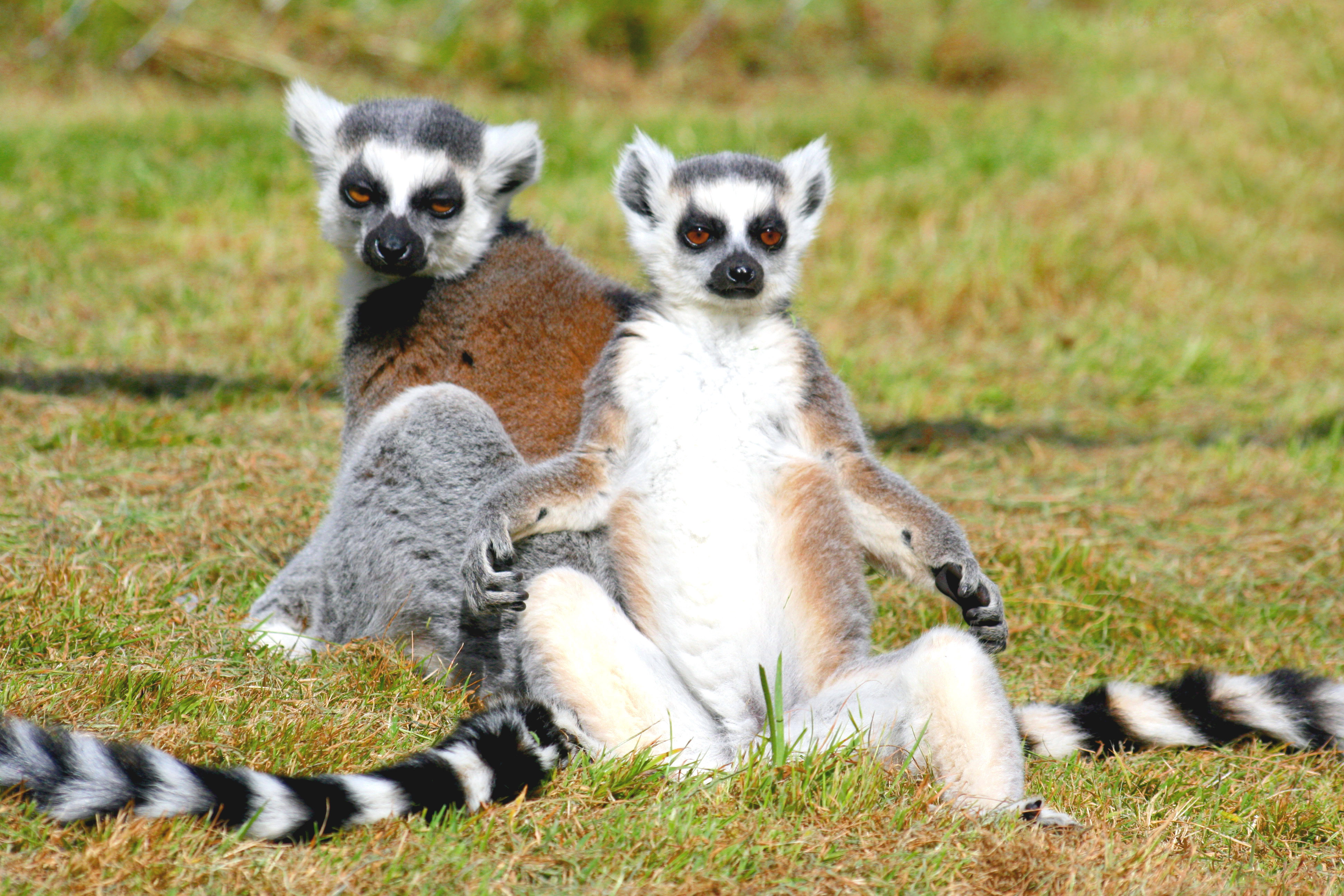
日光浴